# Ухтомский, Николай Павлович
Князь Николай Павлович У́хтомский (9 [21] ноября 1884 — 31 января 1960, София) — адъютант Корниловского ударного полка, участник Белого движения, ротмистр. В эмиграции — протоиерей Русской православной церкви.

## Биография

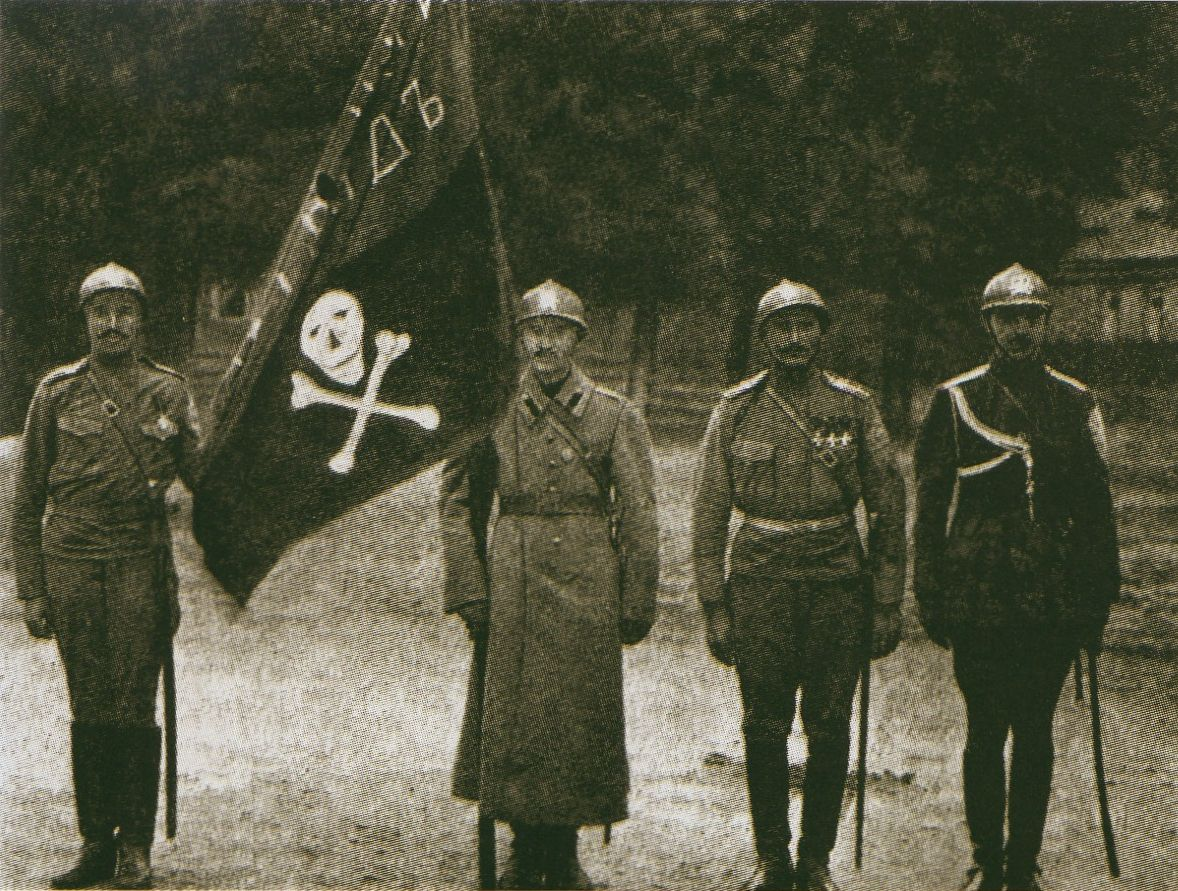
Адъютант Ударного отряда 8-й армии поручик князь Ухтомский (крайний справа).

Из потомственных дворян Казанской губернии. Сын свияжского уездного предводителя дворянства князя Павла Леонидовича Ухтомского (1861—1916) и жены его Александры Германовны Молоствовой.
Окончил Санкт-Петербургский политехнический институт. Воинскую повинность отбывал в одном из гвардейских полков, был произведен в прапорщики запаса армейской кавалерии.
С началом Первой мировой войны был призван в Текинский конный полк. Произведен в корнеты командующим 9-й армией (производство утверждено Высочайшим приказом от 26 декабря 1915 года), в поручики — 2 сентября 1916 года. Из наград имел орден Св. Анны 3-й степени с мечами и бантом (ВП 19.06.1916). В 1917 году участвовал в формировании ударного отряда 8-й армии, в июне того же года был назначен его адъютантом. После укрупнения отряда — адъютант Корниловского ударного полка.
С началом Гражданской войны в составе Корниловского полка присоединился к Добровольческой армии, участвовал в 1-м Кубанском походе в должности полкового адъютанта. Затем служил в Корниловской дивизии в составе Вооруженных сил Юга России и Русской армии вплоть до эвакуации Крыма. На 18 декабря 1920 года — в штабе Корниловского полка в Галлиполи, осенью 1925 года — в составе Корниловского полка в Болгарии, ротмистр.
В эмиграции в Болгарии. Опубликовал ряд статей в журнале «Корниловец», выступал с докладами «Первый Кубанский поход» и «Возникновение Добровольческой армии, её творцы и первоначальные задачи армии» на торжественных собраниях в честь годовщин основания Добровольческой армии. Написал статью «История Корниловского ударного полка» (рукопись хранилась в Русском заграничном историческом архиве, затем в ГАРФ).
В 1929 году был рукоположен в священники. Был настоятелем храма-памятника на Шипке, затем в течение 25 лет — настоятелем церкви во имя св. великомученика Пантелеймона в Княжеве (София), основанной Союзом русских военных инвалидов. В 1937 году был возведен в протоиереи, в 1945 году перешел в юрисдикцию Московского патриархата. Скончался в 1960 году в Софии. Похоронен на русском инвалидном кладбище в Княжеве.
Был женат на Марии Алексеевне Нейдгарт (1890—?), дочери члена Государственного совета А. Б. Нейдгардта. Дочь Антонина скончалась вскоре после рождения в Екатеринодаре.

## Награды
- Св. Анны 4-й ст. (ВП 24.01.1916)
- Св. Станислава 3-й ст. (ВП 28.04.1916)
- Св. Анны 3-й ст. с мечами и бантом (ВП 19.06.1916)